# Mohamed (violinista)
Carlos Prieto Guijarro (Madrid, España; 30 de julio de 1969), más conocido como Mohamed o simplemente Moha, es un violinista español. Famoso por formar parte del grupo madrileño de folk metal, Mägo de Oz. Actualmente es uno de los últimos miembros de la formación original de esta banda, junto a Txus di Fellatio, tras la salida del resto de miembros originales.

## Biografía
Carlos Prieto “Mohamed”, nace en la ciudad de Madrid, España el 30 de julio de 1969. Desde muy pequeño tuvo un acercamiento a la música por parte de su padre, el compositor palentino, Claudio Prieto. Queriendo seguir los pasos de su padre, se decidió por querer aprender a tocar un instrumento musical, a lo que su padre sugiere comenzar a tocar el violín, porque decía que tenía dedos largos. Pronto comenzó a asistir al conservatorio para mejorar su técnica con el violín.
De niño solía visitar a sus abuelos en Palencia, quienes trabajaban en el campo, y les ayudaba a trabajar la tierra. En ocasiones aprovechaba llevándose su violín y libro de solfeo para estudiar mientras cuidaba a las vacas mientras estas pastaban. Aunque siempre admiró la obra de su padre, y estudiaba música clásica, él se decantó por el sonido rock de los años 60 y 70 como AC/DC, Led Zeppelin, Deep Purple y Janis Joplin.
En su adolescencia, en el colegio, conoce a quien sería su compañero de banda por muchos años, Txus di Fellatio. Es en 1992, cuando Moha es invitado por Txus para que grabara una canción con su banda de rock, en la que querían añadir un violín. La banda se trataba de Mägo de Oz, y el tema era “El Tango del Donante”. Todos quedan maravillados con el resultado final. De ahí en adelante, Moha pasa a formar parte de Mägo de Oz de forma oficial.
En el grupo aparte de tocar el violín también se ha ocupado, junto con Jose Andrëa y Fernando Ponce de León (durante su etapa en la banda) de la parte armónica de las canciones. Fue el principal arreglista en el área sinfónica del concierto Diabulus in Opera. Tras la salida de la mayoría de los miembros originales de la banda, todas las decisiones del grupo son tomadas por él y Txus.
Mohamed ha ganado, junto a su banda, tres discos de oro, cuatro discos de platino y ha superado el disco de diamante en toda su carrera.[cita requerida]

## Vida personal
- El apodo de Mohamed nace cuando era adolescente. Fue un día durante su clase de matemáticas, que él y un amigo decidieron poner apodos a sus compañeros, el violinista cuenta que cuando le tocó a él, le llamaron Mohamed «porque tenía cara de moro».[1] Ahora solo su familia cercana le llaman por su nombre real.
- En algún momento de su vida se planteó dedicarse al fútbol, incluso hizo pruebas para entrar al Real Madrid, pero no pasó las pruebas.[2] También jugó una temporada al baloncesto y al balonmano.
- Mohamed reside en Colmenar Viejo con sus dos hijos y esposa. En noviembre de 2018 fue nombrado “hijo predilecto” de Colmenar Viejo.[4]
- Tiene varias gallinas y un huerto donde pasa su tiempo libre para descansar de las giras con Mägo de Oz. Ya que desde pequeño le ha gustado trabajar en el campo.[5]
- Ha estudiado en un conservatorio y le quedan dos años para terminar la carrera de violín, el nivel superior.[cita requerida]
- Pertenece a la SGAE.[cita requerida]

## Discografía

### Mägo de Oz
- Con la Cabeza Bien Alta (Demo) (1992)
- Mägo de Oz (1994)
- Jesús de Chamberí (1996)
- La Bruja (1997)
- Acústico '97 (bootleg) (1997)
- La leyenda de la Mancha (1998)
- Finisterra (2000)
- Fölktergeist (2002)
- A Costa da Rock (DVD) (2003)
- Gaia (2003)
- Belfast (2004)
- Madrid Las Ventas (CD/DVD) (2005)
- Gaia II: La Voz Dormida (2005)
- La Ciudad de los Árboles (2007)
- Barakaldo D.F. (CD/DVD) (2008)
- Gaia III: Atlantia (2010)
- Gaia: Epílogo (2010)
- Love and Oz (2011)
- Hechizos, pócimas y brujería (2012)
- Celtic Land (2013)
- Celtic Land of Oz (2013)
- Ilussia (2014)
- Finisterra Opera Rock (2015)
- Diabulus in Opera (CD/DVD) (2017)
- Ira Dei (2019)
- Bandera  Negra (2021)
- Alicia en el Metalverso (2024)

### Dragonfly
- Alma Irae (2009)[cita requerida]

## Colaboraciones
Listado de algunas de las colaboraciones que ha tenido con otras bandas.
| Tema                             | Banda              | Álbum                                                      | Año  |
| -------------------------------- | ------------------ | ---------------------------------------------------------- | ---- |
| Korsakov (En Vivo)               | Boikot             | Historias Directas De Boikot... Y Que Nos Den Mucho Tekila | 2000 |
| Adagio (En Vivo)                 | Boikot             | Historias Directas De Boikot... Y Que Nos Den Mucho Tekila | 2000 |
| El Baile de los Sordos (En Vivo) | Porretas           | El Directo                                                 | 2003 |
| Buscando el Perdón               | Saratoga           | El clan de la lucha                                        | 2004 |
| No Queda Sino Batirnos           | Ars Amandi         | En Tierra Firme                                            | 2004 |
| Donde el Corazón te Lleve        | José Andrëa        | Donde el Corazón te Lleve*                                 | 2005 |
| Y Serás Canción                  | The Big Simon Band | Big Simon... Y serás canción                               | 2007 |
| En Silencio                      | KHY                | Volver a creer                                             | 2010 |
| Sin Ti                           | KHY                | Irrompible                                                 | 2011 |
| Ponte En Pie                     | Medina Azahara     | Paraíso prohibido                                          | 2016 |
| The Rights Of Man                | Celtian            | The Druid’s Awaiting                                       | 2018 |

*Moha trabajó como arreglista de la canción